# Bisceglie
Bisceglie er en by i Apulien, Italien med 53.534 (2023) indbyggere.